# Torrent de Lona
Der Torrent de Lona ist ein 4 Kilometer langer linker Zufluss der Gougra in der Gemeinde Anniviers im Schweizer Kanton Wallis. Er entspringt etwas oberhalb des Pas de Lona, durchfliesst den Lac de Lona und entwässert die Hochebene von Lona. Der Bach fliesst oberhalb von Grimentz auf 1746 m ü. M. in die Gougra im Val de Moiry, einem Seitental des Val d’Anniviers. Diese mündet wenig später in die Navisence.